# Савакоты
Савакоты, савакот, саваки (фин. savakot, savolaiset) — одна из народностей финского этноса, сложившаяся на территории провинции Саво. Помимо своей коренной территории, савакоты проживали также в Ингерманландии, куда часть их была переселена в ходе миграций XVII века. Там на основе савакотов и эвремейсов сложилась другая народность — ингерманландцы.

## Савакоты в Ингерманландии
В 1617 году почти непрерывное полувековое военное противостояние России и Швеции закончилось Столбовским миром, по которому Швеция получила во владение почти всю Корельскую половину Водской пятины, в том числе Ингерманландию и Корельский уезд. Долговременные боевые действия на этих территориях значительно уменьшили население этих районов, где до перехода под власть Швеции проживали карелы (в Корельском уезде), ижора, водь, русские (в Ингерманландии), все они, в основном, исповедовали православную веру. Тогда, при содействии шведской администрации, началось постепенное заселение опустевших земель колонистами из Восточной Финляндии (земли Саво) — собственно савакотами, и финской Карелии — финнизированными карелами-эвремейсами, обе этнических группы были лютеранского вероисповедания. По мнению финских исследователей, отождествление термина «савакот» только с выходцами из Саво ошибочно, так как эвремейсет, поселившиеся в Ингрии раньше других, давали имя савакот всем более поздним переселенцам, происходившим не только из Саво.
Со временем, репрессивная политика шведских властей заставила большую часть карел эмигрировать в пределы Русского царства (там они компактно расселились на тверских, новгородских и олонецких землях), а меньшую — ассимилироваться среди преобладающих финноговорящих лютеран. Ижора и вожане лишь частично остались на исконных землях своего проживания, сохранив православную религию и самобытную культуру, но став национальным и религиозным меньшинством в Ингерманландии. Таким образом, савакоты и эвремейсы стали преобладающим населением на приобретённых Швецией по Столбовскому миру приневских землях.
В Ингерманландии савакоты проживали в окрестностях Колтушей, а также в районе Мги, Молосковиц, Губаниц; на Дудергофских высотах, близ Ропши проживали чересполосно с эвремейсами. По данным П. И. Кёппена, в середине XIX века их насчитывалось 43 тыс. человек, но на рубеже XIX—XX веков, в результате процесса этнической консолидации, групповое самосознание савакотов сменилось общефинским (с самоопределением себя как ингерманландских финнов).

## Фото

Девушки-савакоты в национальной одежде
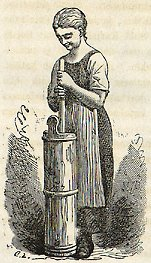
Девушка-савакот
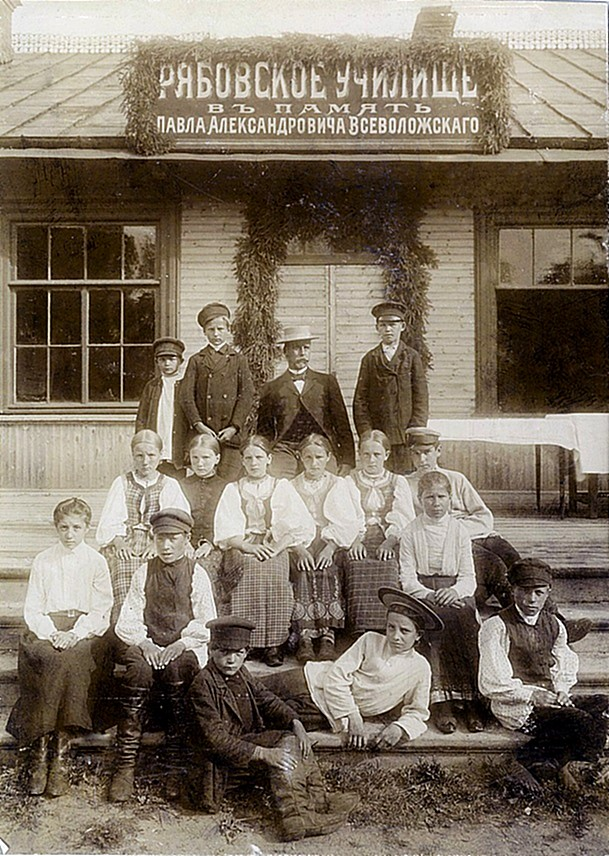
Ученицы Рябовской школы в национальной одежде савакотов

## Известные савакоты
- Урхо Кекконен — президент и премьер-министр Финляндии середины XX века.